# Ciała Renaut
Ciała Renaut (ang. Renaut bodies) – inkluzje o wydłużonym kształcie o wielkości od kilku mikrometrów do 100 μm. Są bogate w mukopolisacharydy. Lokalizują się pod onerwium.
Występują w prawidłowych nerwach, zwykle w pobliżu stawów.